# Décès en 1210
Décès
- 1206
- 1207
- 1208
- 1209
- 1210
- 1211
- 1212
- 1213
- 1214

Cette page dresse une liste de personnalités mortes au cours de l'année 1210 :
- 6 mai : Conrad II de Lusace, connu également sous le nom de Conrad II margrave de Landsberg, comte d'Eilenburg, margrave de Lusace, comte de Groitzsch et de Sommerschenbourg.
- 16 octobre : Mathilde de Boulogne, duchesse de Brabant.
- 4 novembre : Qûtb ud-Dîn Aibak, sultan de Delhi.

- Angus mac Somhairle, Seigneur d'une partie des Îles.
- Fakhr ad-Dîn ar-Râzî,  théologien musulman, commentateur du Coran.
- Guy V de Laval, seigneur de Laval (Mayenne).
- Lu You, poète chinois.
- Lý Cao Tông, empereur du Đại Việt (ancêtre du Viêt Nam).
- Mathilde de Brunswick, sœur de l'empereur Othon IV de Brunswick et épouse d'Enguerrand de Coucy.
- Narapatisithu, roi de Pagan (Birmanie), après un règne de 37 ans.
- Nur ad-Din Arslan Shah Ier, émir zengide de Mossoul.
- Princesse Noriko, impératrice du Japon.
- Raymond de Termes, seigneur de Termes.
- Richard de Gerberoy, évêque d'Amiens.
- Robert de Châtillon, duc et évêque de Langres, pair de France puis évêque de Laon.
- Sverker II de Suède, roi de Suède.
- Guillaume Tholomeus, évêque d'Avranches

date incertaine (vers 1210)
- Jean Bodel, trouvère-ménestrel.
- Joseph d'Exeter, poète  anglais.

## Crédit d'auteurs
- Cet article est partiellement ou en totalité issu de l'article intitulé « 1210 » (voir la liste des auteurs).